# M7 Medium Tank
M7 Medium Tank – amerykański prototypowy czołg średni opracowany podczas II wojny światowej. Według wstępnych założeń pojazd miał być czołgiem lekkim, który zastąpiłby czołgi M3 i M5 Stuart.
Prace nad czołgiem rozpoczęte zostały w 1941 roku pod oznaczeniem T7. Pierwsze cztery prototypy, oznaczone T7E2-T7E5, powstały w 1942 roku. Pojazdy T7E2, T7E3 i T7E4 wyposażone były w wieżę czołgu Ram z armatą 37-mm, później zastąpioną armatą kalibru 57 mm (replika brytyjskiej armaty 6-funtowej Mk III). Armatę tę uznano za niewystarczającą, w związku z czym prototyp T7E5 uzbrojono w armatę M3 kalibru 75 mm. Ostatecznie czołg otrzymał oznaczenie M7 i złożone zostało zamówienie na budowę 3000 pojazdów. Produkcję przerwano jednak po wyprodukowaniu siedmiu egzemplarzy na korzyść czołgu M4 Sherman.